# Resolució 1287 del Consell de Seguretat de les Nacions Unides
La Resolució 1287 del Consell de Seguretat de les Nacions Unides fou adoptada per unanimitat el 31 de gener de 2000.
Després de reafirmar totes les resolucions a Geòrgia, especialment la Resolució 1255 (1999), el Consell va ampliar el mandat de la Missió d'Observació de les Nacions Unides a Geòrgia (UNOMIG) fins al 31 de juliol de 2000.
El Consell de Seguretat va subratllar la inacceptabilitat de la manca de progrés en qüestions clau relacionades amb el conflicte d'Abkhàzia. Va donar la benvinguda als compromisos recents d'ambdues parts per investigar les violacions de l'Acord d'Alto el Foc i Separació de Forces de 1994 i reprendre les negociacions. Hi va haver preocupació que tot i que la situació es mantingués tranquil·la, la situació a la zona del conflicte era volàtil. Es va donar la benvinguda als esforços per abordar la prevenció i el control de malalties com el VIH/SIDA i altres.
El secretari general Kofi Annan havia nomenat un nou representant especial del secretari general i es va animar a les parts a utilitzar l'oportunitat de connectar-se per reprendre el procés de pau. Es va demanar tant a Geòrgia com a Abkhàzia que aconseguissin avenços en temes clau com la distribució de competències constitucionals entre Tbilisi i Sukhumi.
La resolució va reiterar la necessitat de respectar els drets humans per ambdues parts, la importància d'implementar mesures de foment de la confiança i que les eleccions a Abkhàzia eren inacceptables i il·legítimes. Es va demanar al Secretari General que informés periòdicament sobre els esdeveniments al Consell.